# Baldwin I z Boulogne
Baldwin I z Boulogne (zm. 2 kwietnia 1118 w Al-Arisz) – hrabia Edessy (1098–1100) i król Jerozolimy (1100–1118).
Brat Gotfryda z Bouillon. Uczestnik I wyprawy krzyżowej. W 1098 utworzył pierwsze państwo łacińskie na Bliskim Wschodzie – hrabstwo Edessy. W 1100 został następcą Gotfryda i jako pierwszy koronował się na króla jerozolimskiego. Poszerzył terytorium królestwa i zapewnił mu przodujące miejsce wśród monarchii frankijskich.

## Wywód przodków
| 4. Eustachy I z Boulogne |  |                           |  |  |               |
|                          |  | 2. Eustachy II z Boulogne |  |  |               |
| 5. Matylda z Louvain     |  |                           |  |  |               |
|                          |  |                           |  |  | 1. Baldwin I* |
| 6. Gotfryd II Brodaty    |  |                           |  |  |               |
|                          |  | 3. Ida Lotaryńska         |  |  |               |
| 7. Beatrycze             |  |                           |  |  |               |
|                          |  |                           |  |  |               |

*1.Godvera z Tossni, 2. córka Tatula (Taphnuza), 3.Adelajda, hrabina Sycylii

## Pochodzenie i losy do 1095 roku
Baldwin był trzecim i najmłodszym synem Eustachego II, hrabiego Boulogne, i jego drugiej żony Idy Lotaryńskiej; bratem Eustachego III i Gotfryda z Bouillon. Istnieją pewne rozbieżności odnośnie do daty jego urodzenia – zwykle przyjmuje się 1058 rok, literatura naukowa podaje jednak, że jego starszy brat Gotfryd urodził się około 1060 roku.
Baldwin był przeznaczony przez rodzinę do stanu duchownego. Kształcił się w Reims, Cambrai i Liège. Ostatecznie jednak wybrał życie świeckie. Nie otrzymał nic z rodowych włości. Osiadł w Normandii, gdzie ożenił się z Godwerą z Tosni, córką Raula III, seniora Conches-en-Ouche.
Później wstąpił do służby u swojego starszego brata Gotfryda. Z jego ramienia w 1095 roku objął w zarząd hrabstwo Verdun.

## Udział w pierwszej krucjacie

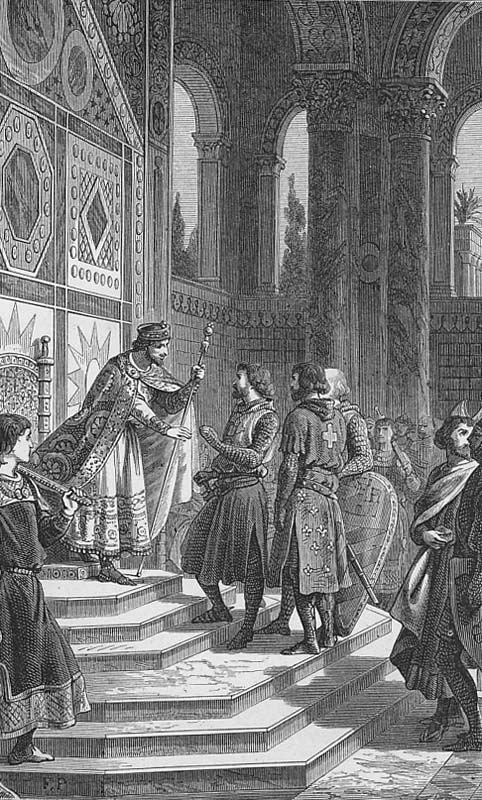
Aleksy I przyjmuje Gotfryda z Bouillon i towarzyszących mu krzyżowców

W 1096 roku zdecydował się na udział w I wyprawie krzyżowej. Wziął udział w krucjacie w armii lotaryńskiej dowodzonej przez jego brata Gotfryda. Baldwin zabrał ze sobą żonę, Godwerę z Tosni, i dzieci.
Kiedy armia lotaryńska miała przejść przez Węgry, tamtejszy król Koloman Uczony w zamian za zgodę na przemarsz zażądał zakładników w osobach Baldwina, jego żony i dzieci. Baldwin początkowo się nie zgadzał, ostatecznie jednak ustąpił. Natychmiast po przekroczeniu przez krzyżowców granicy węgiersko-bizantyjskiej, Koloman odesłał zakładników.
23 grudnia 1096 armia lotaryńska stanęła pod Konstantynopolem. Gdy Gotfryd odmówił złożenia przysięgi cesarzowi Aleksemu I Komnenowi, ten wstrzymał dostawy prowiantu dla krzyżowców. W odpowiedzi Baldwin spustoszył przedmieścia Konstantynopola. Około Wielkanocy 1097 roku Gotfryd ustąpił i wraz z Baldwinem złożył przysięgę Aleksemu, że uznają go suzerenem wszystkich zdobytych przez nich ziem.
Baldwin, wraz z całą armią krzyżową, brał udział w oblężeniu Nicei oraz w bitwie pod Doryleum. Około 10 września 1097 główna armia skierowała się z Heraklei na północny wschód do Cezarei, zaś Baldwin i Tankred – każdy osobno na czele własnych sił – wyruszyli w kierunku przełęczy w górach Taurus.

## Kampania w Cylicji
Baldwinowi towarzyszyli jego kuzyn Baldwin z Le Bourg, Renald z Toul i Piotr ze Stenay oraz 500 rycerzy i 2000 piechurów. Gdy dotarł pod Tars, miasto było już zajęte przez Tankreda. Baldwin zażądał wydania miasta. Tankred, dysponujący mniejszymi siłami, musiał ustąpić i pomaszerował w kierunku Adany.
Po odjeździe Tankreda pod Tarsem zjawiło się 300 Normanów przysłanych przez armię główną. Baldwin odmówił wpuszczenia ich do miasta, zaś Normanowie następnej nocy zostali napadnięci i wyrżnięci w pień przez grasujący w pobliżu oddział turecki.
Zaogniło to konflikt z Tankredem. Ten nie wpuścił sił Baldwina do Mamistry i przegrał z nim potyczkę nad rzeką Dżajhan (Pyramos). Pod wpływem powszechnego oburzenia, Baldwin oficjalnie pojednał się z Tankredem. Z Mamistry szybko dołączył do armii głównej.

## Baldwin a Toros, władca Edessy

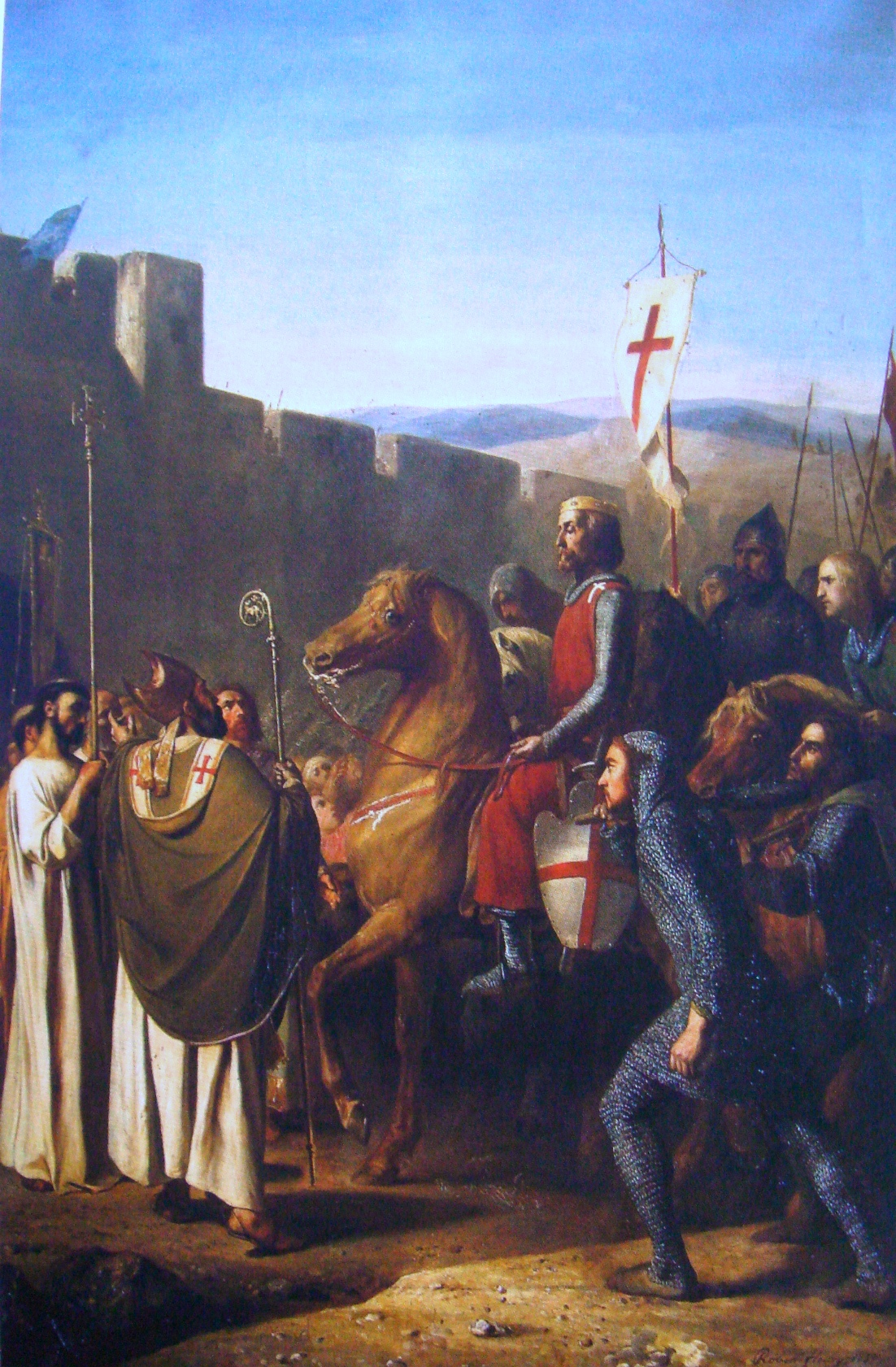
Baldwin wkracza do Edessy

Baldwin, tym razem ostatecznie, opuścił armię krzyżową w Maraszu. Krzyżowcy wyruszyli w kierunku Antiochii, zaś Baldwin skierował się na wschód. Wkrótce przyłączyli się do niego dwaj dowódcy ormiańscy: Fer i Nicusus. Na początku wiosny 1097 roku Baldwin zajął twierdze Ravendel (Ar-Rawandan) i Turbessel (Tall Bazeir), kończąc podbój ziem na zachód od Eufratu.
Około 1 stycznia 1098 Toros, władca Edessy, wystąpił z prośbą o pomoc w walce z Kurbughą, tureckim atabegiem Mosulu. Baldwin zażądał w zamian, aby władca Edessy mianował go swoim następcą. Ten przystał na to żądanie. 8 lutego 1098 Baldwin zjawił się w Edessie i niemal zaraz po przyjeździe został adoptowany przez Torosa.
Pierwsza, trwająca od 14 do 20 lutego, ekspedycja Baldwina jako współdziedzica Edessy zakończyła się niepowodzeniem. Mimo pomocy księcia Konstantyna z Gargaru, nie udało się mu pokonać Balduka, tureckiego emira Samosaty.
7 marca w Edessie doszło do przewrotu. Toros został opuszczony przez wojsko. Baldwin zalecił mu kapitulację i jednocześnie zagwarantował bezpieczeństwo. Toros zgodził się, prosząc jedynie o to, by mógł udać się z żoną do jej ojca w Melitenie. Baldwin nie pozwolił mu opuścić pałacu. 9 marca Toros próbował się wydostać, ale zginął rozszarpany przez tłum. 10 marca Baldwin przyjął tytuł hrabiego Edessy.

## Hrabia Edessy

### Polityka wewnętrzna
Rządy spoczywały w rękach Baldwina i jego wasali. Na wieść o sukcesach hrabiego Edessy dołączyli do niego rycerze, przebywający z armią krzyżową pod Antiochią. Byli wśród nich Drogon z Nesle, Renald z Toul i Gaston z Béarn. Baldwin powierzał w państwie pewną rolą mieszkańcom swojego hrabstwa, zarówno chrześcijanom, jak i muzułmanom.
Pod koniec 1098 roku stłumił spisek, jaki zorganizowało kilkunastu wybitnych obywateli Edessy. Dwóch przywódców spisku aresztowano i oślepiono; ich głównym wspólnikom obcięto nosy lub stopy.

### Polityka zagraniczna
W maju 1098 przez trzy tygodnie bronił się w Edessie przed oblegającą go armią Kurbughi, atabega Mosulu. W ten sposób opóźnił jego marsz do Antiochii i pośrednio ocalił główną armię krzyżowców.
Baldwin kupił za 10 tysięcy bizantów emirat Samosaty od jego władcy Balduka. Później zajął także Sarudż, gdzie osadził załogę frankijską pod dowództwem Fulka z Chartres.
Starał się utrzymywać przyjazne kontakty z Ormianami. Ożenił się z córką Taphnuza (Tafroca), arystokraty, którego włości leżały w pobliżu Edessy. Przypuszcza się, że był on identyczny z Tatulem, władcą Maraszu.

## Król jerozolimski

### Objęcie rządów
18 lipca 1100 zmarł Gotfryd z Bouillon, przekazując w testamencie Jerozolimę patriarsze Daimbertowi. Jednak przebywający w mieście Lotaryńczycy pod przewodem Garniera z Gray wezwali Baldwina, aby zajął miejsce zmarłego brata.
Baldwin nadał hrabstwo swojemu kuzynowi Baldwinowi z Le Bourg, a sam 2 października 1100 wyruszył w stronę Jerozolimy. Po drodze, w okolicy Bejrutu, pokonał armię Dukkaka z Damaszku. 9 XI wkroczył do Jerozolimy, witany entuzjastycznie przez mieszkańców. Dwa dni później przyjął tytuł króla Jerozolimy.
Będąc zależnym od floty pizańskiej, zatwierdził Daimberta na stolcu patriarszym. 25 grudnia 1100 w Betlejem złożył mu hołd lenny, a ten go koronował w bazylice Narodzenia Pańskiego.

### Polityka zagraniczna
Wczesną wiosną 1101 pokonał bogate plemię arabskie, wędrujące przez Zajordanię. W marcu 1101 miasta Arsuf, Cezarea, Akka i Tyr zapłaciły okup Baldwinowi. Niedługo potem do portu w Jafie zawinęła flota genueńska, z którą Baldwin zawarł porozumienie. Z jej pomocą zdobył najpierw Arsuf, a 17 maja 1101 wziął szturmem Cezareę.
Zaraz po zajęciu Cezarei musiał wyruszyć przeciwko armii egipskiej, którą pokonał 7 września 1101 pod Ar-Ramlą. Jednak w następnym roku, 17 maja 1102, został pokonany przez Egipcjan w okolicy Ar-Ramli. Muzułmanie rozpoczęli oblężenie fortyfikacji. Baldwin zdołał się z niej wydostać, przeprowadzić reorganizację swoich sił zbrojnych i 27 maja odeprzeć atak Egipcjan na Jafę.
W 1103 bezskutecznie próbował zdobyć Akkę, a w czasie walk z bandami zbójeckimi na górze Karmel został ciężko ranny w nerki. W 1104 z pomocą Genueńczyków udało mu się wreszcie zająć Akkę.
27 sierpnia 1105 w trzeciej bitwie pod Ar-Ramlą pokonał siły egipskie, jednak sam poniósł dotkliwe straty. Ta bitwa zakończyła wielkie kampanie Fatymidów przeciwko Baldwinowi.
W 1108 próbował zdobyć Sydon. W 1109 udzielił pomocy Bertrandowi z Tuluzy w zdobyciu Trypolisu. W lutym 1110 przystąpił do oblężenia Bejrutu, który zdobył po trzech miesiącach - 13 maja. Krótko później, przy pomocy floty Sigurda, króla Norwegii, zajął Sydon, który powierzył jako baronię Eustachemu Garnierowi.
W latach 1111–1112 oblegał Tyr. Miastu z odsieczą nadszedł Buryda Tughtakin z Damaszku i Baldwin musiał wycofać się do Akki. W 1115 zajął Moab.

### Polityka wewnętrzna
Wprawdzie Królestwo Jerozolimskie było monarchią feudalną, ale zarząd większości kraju Baldwin skupił w swoich rękach. Starał się zyskać przychylność miejscowych chrześcijan. Popierał imigrację chrześcijan z sąsiednich krajów znajdujących się pod panowaniem muzułmańskim. Sprzyjał małżeństwom między Frankami a autochtonami. Okazywał tolerancję religijną żydom i muzułmanom.

### Baldwin a patriarchowie jerozolimscy
Patriarcha Daimbert z Pizy koronował Baldwina pod koniec 1100 wbrew własnej woli. W 1101 do Jerozolimy przybył Maurycy, legat papieża Paschalisa II. Baldwin namówił go, aby złożył Daimberta z godności patriarchy. Jesienią 1102 kolejny legat papieski, Robert z Paryża, mianował patriarchą kandydata Baldwina - Ewremara z Thérouanne.
W 1108 roku udało się Baldwinowi doprowadzić do złożenia z urzędu Ewremara, z którego nie był zadowolony. Na kolejnego patriarchę wybrał Gibelina z Sabran, arcybiskupa Arles i legata papieskiego. Był on jednak wiekowy i zmarł w 1112. Wtedy Baldwin mianował patriarchą swojego bliskiego współpracownika Arnulfa z Rohes.

### Małżeństwo z Adelajdą del Vasto
Baldwin pod zarzutem cudzołóstwa usunął z dworu swoją ormiańską żonę i zmusił ją do wstąpienia do klasztoru św. Anny w Jerozolimie. Wkrótce potem córka Taphnuza uzyskała zgodę na przeniesienie się do Konstantynopola, gdzie mieszkali jej rodzice.
Baldwin w 1113 poślubił Adelajdę del Vasto, wdowę po Rogerze I, hrabim Sycylii. Wniosła mu ona bajecznie wysoki posag. Baldwin przystał na jej warunek, że - jeżeli ich małżeństwo okaże się bezdzietne - tron jerozolimski odziedziczy Roger II, syn Adelajdy z pierwszego małżeństwa.
Ślubu Adelajdzie i Baldwinowi udzielił patriarcha jerozolimski Arnulf. W 1114 do Jerozolimy przybył legat papieski, Berengar, biskup Orange, który stwierdził, że poprzednie małżeństwo Baldwina nie zostało prawomocnie unieważnione. W marcu 1117 Baldwin zapadł na zdrowiu. Pod wpływem spowiedników zdecydował się odprawić Adelajdę, która powróciła na Sycylię.

### Ostatnia wyprawa wojenna i śmierć
Na początku marca 1118 na czele niewielkiego oddziału (216 konnych i 400 piechurów) wyruszył z Hebronu i przez półwysep Synaj dotarł do miejscowości Tall al-Farama (Peluzjum). Załoga Peluzjum na wieść o nadejściu Baldwina uciekła z miasta. Pierwszy król jerozolimski dotarł nad Nil. Tam jednak zapadł na ciężką chorobę i zawrócił.
Choroba okazała się śmiertelna. Baldwin zmarł 2 kwietnia 1118 w Al-Arisz, małym forcie pogranicznym, znajdującym się już na terenie Królestwa Jerozolimskiego. Zwłoki króla przewieziono do Jerozolimy. 7 kwietnia został pochowany w kościele Świętego Grobu, obok swojego brata Gotfryda.

## Żony i potomstwo
Baldwin żenił się trzykrotnie. Jego żonami były:
- Godwera z Tosni, zm. w październiku 1097 w Maraszu.
- od 1098 nieznanego imienia córka Taphuza; według późnych źródeł nazywała się Arda. Została oddalona w 1108.
- od 1113 Adelajda del Vasto, wdowa po Rogerze I, hrabim Sycylii. Została oddalona w 1117.

Z pierwszego małżeństwa Baldwin miał dzieci, które zmarły w 1097 roku w czasie pierwszej wyprawy krzyżowej. Z pozostałych małżeństw nie doczekał się potomstwa.

## W literaturze
Baldwin był jednym z bohaterów powieści Krzyżowcy autorstwa Zofii Kossak.